# Rhamondre Stevenson
Rhamondre Stevenson (San Pablo, 23 febbraio 1998) è un giocatore di football americano statunitense che milita nel ruolo di running back per i New England Patriots della National Football League (NFL).

## Carriera

### New England Patriots
Stevenson al college giocò a football a Oklahoma. Fu scelto nel corso del quarto giro (120º assoluto) nel Draft NFL 2021 dai New England Patriots. Dopo essere stato schierato sporadicamente nelle prime otto settimane della stagione, si mise in luce nella settimana 9 contro i Carolina Panthers, guadagnando 106 yard totali, prima di uscire per una commozione cerebrale. Nel turno successivo contro i Cleveland Browns corse 100 yard e segnò due touchdown nella vittoria per 45–7. La sua stagione da rookie si chiuse con 606 yard corse e 5 marcature in 12 presenze, 2 delle quali come titolare.
Nella gara del quindicesimo turno della stagione 2022, la sconfitta 24-30 contro i Las Vegas Raiders, Stevenson corse 19 volte per 172 yard e segnò un touchdown, venendo premiato come running back della settimana. La sua stagione si chiuse con un nuovo primato personale di 1.040 yard corse e 5 touchdown.
Il 20 giugno 2024 Stevenson firmò con i Patriots un'estensione contrattuale quadriennale del valore di 36 milioni di dollari. Nella prima partita della stagione corse 120 yard e segnò l'unico touchdown della sua squadra nella vittoria sui favoriti Cincinnati Bengals. Nell'ottavo turno segnó nel finale il touchdown della vittoria in rimonta sui Jets.

## Palmarès
- Running back della settimana: 1

15ª del 2022